# Nespereira (Lousada)
Nespereira é uma povoação portuguesa do Município de Lousada que foi sede da extinta Freguesia de Nespereira, freguesia que tinha 2,62 km² de área e 2 085 habitantes (2011), e, por isso, uma densidade populacional de 795,8 hab/km².
A Freguesia de Nespereira foi extinta (agregada) pela reorganização administrativa de 2012/2013, tendo sido agregada à Freguesia de Casais para criar a nova União de Freguesias de Nespereira e Casais.

## História Administrativa, Biográfica e Familiar
A freguesia de São João Evangelista de Nespereira, comarca de Penafiel pelo Decreto nº 13.917, de 9 de Julho de 1927, era abadia da apresentação alternada do Convento de Santo Estêvão de Vilela e do Convento de São Miguel de Bustelo, com reserva do ordinário. Por Edital do Governo Civil do Porto, de 26 de Março de 1896, foi anexada para efeitos administrativos à de Lodares. Em 1839 aparece na comarca de Penafiel e, em 1852, na de Lousada. Pertenceu ao extinto bispado de Penafiel. Arcediagado de Aguiar de Sousa (século XII). Comarca eclesiástica de Penafiel - 4º distrito (1856; 1907). Primeira vigararia de Lousada (1916; 1970).
A nona freguesia do concelho, Nespereira, com cento e quatorze fogos era uma das mais populosas do concelho de Lousada e a igreja, segundo a Memória Paroquial de 1758, estava “dedicada a Santa Eulalia”  apesar do padroeiro da freguesia ser S. João Evangelista.
O altar do Santo Nome de Deus tinha a confraria com o mesmo nome: “As cazas que foraõ de Manoel Lourenço que sempre dellas pagaraõ de foro trezentos réis à Confraria do Santo Nome de Deos da dita freguezia de Nespereira.”
No lugar da Poupa, de referir uma capela particular, construída no ano de 1720, com a invocação de S. Simão, e guardando duas imagens: S. Simão e Nossa Senhora. Em 1738, António Pinto Barbosa Vasconcelos, o escrivão e tabelião público do crime e dos orfãos do concelho de Lousada, e do couto de Casais, em cumprimento do despacho do Capitão-Mor, António Pinto de Sousa e juiz de todo o cível, crime, dos orfãos, sisas e direitos reais do concelho de Lousada, certificou: “vi as cazas e cappella junto a ella e na sobre padieira da porta da cappella esta hum letreiro de algarismo que diz mil sette e vinte.”

## População
| População da freguesia de Nespereira | População da freguesia de Nespereira | População da freguesia de Nespereira | População da freguesia de Nespereira | População da freguesia de Nespereira | População da freguesia de Nespereira | População da freguesia de Nespereira | População da freguesia de Nespereira | População da freguesia de Nespereira | População da freguesia de Nespereira | População da freguesia de Nespereira | População da freguesia de Nespereira | População da freguesia de Nespereira | População da freguesia de Nespereira | População da freguesia de Nespereira |
| ------------------------------------ | ------------------------------------ | ------------------------------------ | ------------------------------------ | ------------------------------------ | ------------------------------------ | ------------------------------------ | ------------------------------------ | ------------------------------------ | ------------------------------------ | ------------------------------------ | ------------------------------------ | ------------------------------------ | ------------------------------------ | ------------------------------------ |
| 1864                                 | 1878                                 | 1890                                 | 1900                                 | 1911                                 | 1920                                 | 1930                                 | 1940                                 | 1950                                 | 1960                                 | 1970                                 | 1981                                 | 1991                                 | 2001                                 | 2011                                 |
| 350                                  | 394                                  | 421                                  | 448                                  | 466                                  | 487                                  | 560                                  | 620                                  | 698                                  | 789                                  | 1 038                                | 1 410                                | 1 729                                | 1 793                                | 2 085                                |

| Distribuição da População por Grupos Etários | Distribuição da População por Grupos Etários | Distribuição da População por Grupos Etários | Distribuição da População por Grupos Etários | Distribuição da População por Grupos Etários | Distribuição da População por Grupos Etários | Distribuição da População por Grupos Etários | Distribuição da População por Grupos Etários | Distribuição da População por Grupos Etários | Distribuição da População por Grupos Etários |
| -------------------------------------------- | -------------------------------------------- | -------------------------------------------- | -------------------------------------------- | -------------------------------------------- | -------------------------------------------- | -------------------------------------------- | -------------------------------------------- | -------------------------------------------- | -------------------------------------------- |
| Ano                                          | 0-14 Anos                                    | 15-24 Anos                                   | 25-64 Anos                                   | > 65 Anos                                    |                                              | 0-14 Anos                                    | 15-24 Anos                                   | 25-64 Anos                                   | > 65 Anos                                    |
| 2001                                         | 350                                          | 314                                          | 985                                          | 144                                          |                                              | 19,5%                                        | 17,5%                                        | 54,9%                                        | 8,0%                                         |
| 2011                                         | 363                                          | 248                                          | 1 233                                        | 241                                          |                                              | 17,4%                                        | 11,9%                                        | 59,1%                                        | 11,6%                                        |